# Aeroportul Pigue
Aeroportul Pigue (IATA: PIG, ICAO: SAZE) este un aeroport din Buenos Aires, Argentina ce deservește zona Pigüé⁠(d). A fost numit după zona deservită.
Situat la o altitudine de 312 m, aeroportul dispune de o singură pistă.